# Dolné Obdokovce
Dolné Obdokovce (Hongaars: Alsóbodok) is een Slowaakse gemeente in de regio Nitra, en maakt deel uit van het district Nitra.
Dolné Obdokovce telt 1.178 inwoners. De meerderheid van de bevolking maakt onderdeel uit van de Hongaarse minderheid in Slowakije.
De gemeente maakt onderdeel uit van de Hongaarse enclave Zoboralja.